# Oceania-Klasse
Die Oceania-Klasse ist eine aus zwei Kreuzfahrtschiffen bestehende Schiffsklasse der US-amerikanischen Reederei Oceania Cruises. Die Schiffe fahren unter der Flagge der Marshallinseln mit Heimathafen Majuro.

## Geschichte
Die Schwesterschiffe der Oceania-Klasse wurden am 18. Juni 2007 bei der italienischen Werft Fincantieri bestellt.
Die Marina wurde am 10. März 2009 unter der Baunummer 6194 in der Werft von Fincantieri in Sestri Ponente auf Kiel gelegt und am 26. Februar 2010 ausgedockt. Nach der Ablieferung an Oceania Cruises am 15. Januar 2011 nahm sie am 22. Januar den Kreuzfahrtdienst mit einer Reise von Barcelona nach Miami auf. Die offizielle Schiffstaufe erfolgte am 5. Februar 2011 durch die Schauspielerin Mary Hart. Die Marina  war der erste Neubau der Reederei.
Die Riviera entstand unter Baunummer 6195 auf der Fincantieri-Werft in Sestri Ponente, wurde am 3. Juni 2010 auf Kiel gelegt und am 19. Juli 2011 ausgedockt. Nach der Ablieferung am 26. April 2012 wurde sie am 11. Mai 2012 in Barcelona getauft und nahm fünf Tage später in Barcelona den Kreuzfahrtdienst auf.

## Ausstattung
Zur Ausstattung der Marina und der Riviera zählen neben dem Grand Dining Room mehrere Lounges und Bars. An Bord gibt es unter anderem auch ein Künstleratelier, eine Kochschule, ein Casino, Boutiquen, ein Fitnesscenter und einen Spa-Bereich. An Deck befindet sich neben einem Poolbereich eine Joggingstrecke und ein Sportdeck. Zur Unterhaltung an Bord der Marina zählen außerdem mehrere Liveshows mit wechselnden Gastmusikern.

## Übersicht

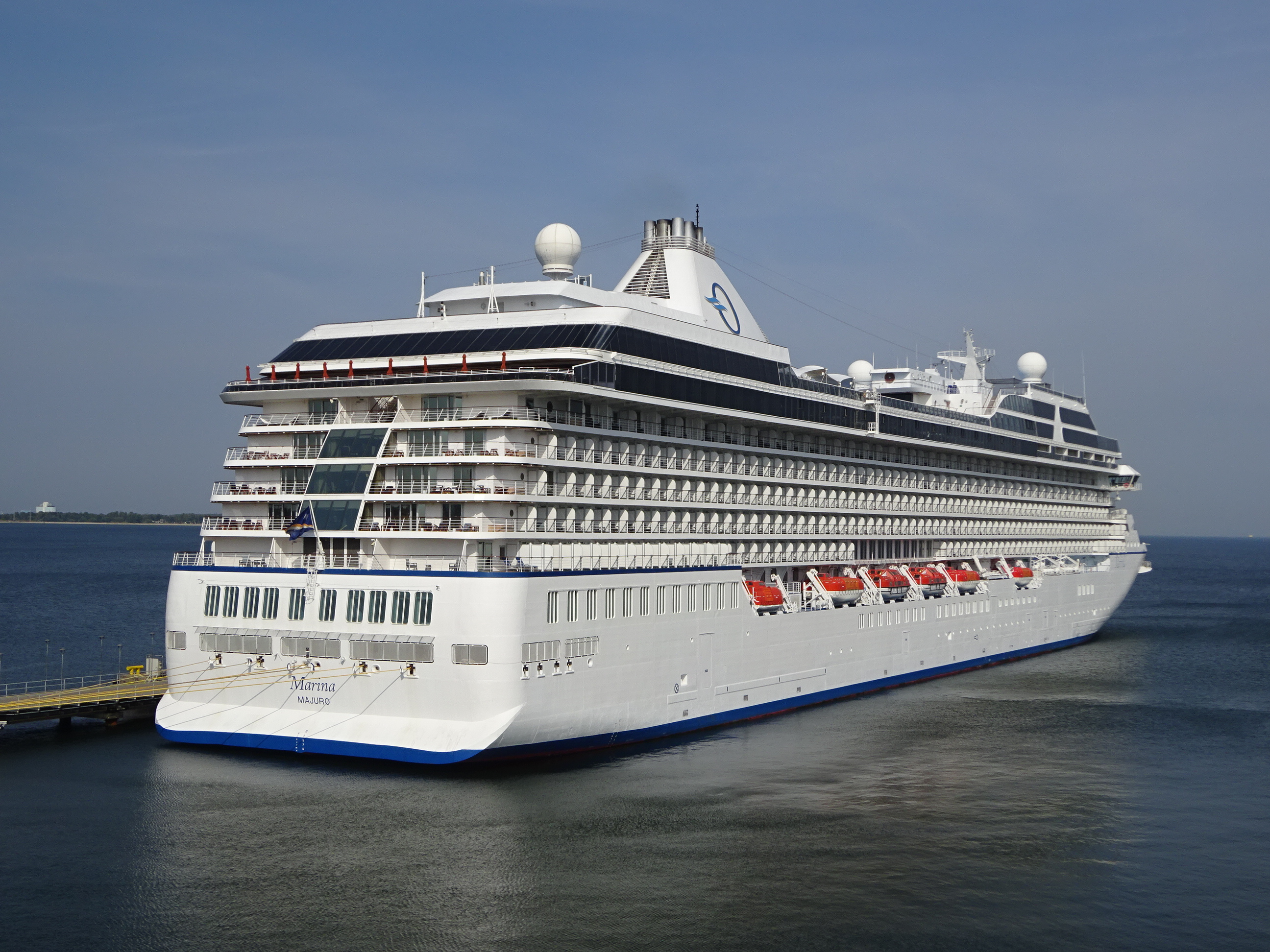
Heckansicht

| Oceania-Klasse | Oceania-Klasse | Oceania-Klasse | Oceania-Klasse | Oceania-Klasse | Oceania-Klasse        | Oceania-Klasse |
| Name           | IMO-Nummer     | Baunr.         | Rufzeichen     | Baujahr        | Eigner                | Status         |
| -------------- | -------------- | -------------- | -------------- | -------------- | --------------------- | -------------- |
| Marina         | 9438066        | 6194           | V7SK2          | 2011           | Marina New Build      | so in Fahrt    |
| Riviera        | 9438078        | 6195           | V7WO5          | 2012           | Riviera New Build LCC | so in Fahrt    |